# Ixtapa, Chiapas
Ixtapa là một đô thị thuộc bang Chiapas, México. Năm 2005, dân số của đô thị này là 21705 người.